# Pictichromis paccagnellae
Pictichromis paccagnellae är en fiskart som först beskrevs av Axelrod, 1973.  Pictichromis paccagnellae ingår i släktet Pictichromis och familjen Pseudochromidae. Inga underarter finns listade i Catalogue of Life.